# Pokémon Puzzle Challenge
Pokémon Puzzle Challenge (яп. ポケモンでパネポン покэмон дэ панэпон) — игра в жанре головоломки, разработанная Intelligent Systems и выпущенная Nintendo для портативной игровой системы Game Boy Color. Её игровой процесс является своеобразной вариацией «Тетриса» и схож с другой игрой серии — Pokémon Puzzle League. В игровой прессе у игры были преимущественно высокие оценки.

## Описание

Игровой процесс Pokémon Puzzle Challenge

По сути дела игровой процесс Pokémon Puzzle Challenge представляет собой геймплей игры Panel de Pon (на Западе известной, как Tetris Attack), но при этом в оформлении использованы персонажи Pokémon Gold и Silver. В Panel de Pon были персонажи, за которых можно было играть, в Pokémon Puzzle Challenge можно играть за различных покемонов, к примеру, за Пикачу, Пичу, Тотодайла, Синдаквила и Чикориту, в то время как различные тренеры, лидеры стадионов и члены Элитной четвёрки выступают в качестве противников игрока. Побеждая тренеров, игрок открывает новых покемонов, за которых можно играть.
Во время битвы в прямоугольном стакане есть блоки различного цвета, которые постоянно поднимаются вверх. Игрок может менять соседние блоки местами. Если поменять местами блок и пустое место, то блок переместится туда, и, если под новым местом находится яма, блок туда падает. Если рядом оказывается несколько блоков одного типа, то они исчезают, игроку начисляются очки и вражеский покемон получает урон. Иногда сверху падают новые блоки, что значительно усложняет игровой процесс.

## Продвижение и выпуск
Анонс Pokémon Puzzle Challenge состоялся 13 января 2000 года, тогда у игры было название Pokémon Attack. Было также объявлено, что её разработкой занимается Intelligent Systems. На определённом этапе разработке игру переименовали в Pokémon Puzzle League, но впоследствии под таким названием выпустили игру для приставки Nintendo 64, а игру для Game Boy Color выпустили под названием Pokémon Puzzle Challenge. Изначально Nintendo решила выпустить Puzzle Challenge в 2001 году, поскольку она бы прошла незамеченной на фоне потенциальных хитов Pokémon Gold и Silver, но в итоге её выпустили в сентябре 2000 года в Японии и в декабре того же года в Америке. Чтобы увеличить популярность игры, Nintendo выпустила скринсейвер. После анонса игры сайт IGN предположил, что Pokémon Puzzle Challenge будет вариантом Puyo Puyo Sun точно так же, как Kirby's Avalanche — это оформленная в стиле серии игр Kirby Puyo Puyo.

## Отзывы игровой прессы
| Сводный рейтинг    | Сводный рейтинг |
| Агрегатор          | Оценка          |
| ------------------ | --------------- |
| GameRankings       | 90,20 %         |
| MobyRank           | 84/100          |
| Иноязычные издания |                 |
| Издание            | Оценка          |
| AllGame            | [ 9 ]           |
| EGM                | 9/10            |
| GamePro            | [ 10 ]          |
| GameSpot           | 8,9/10          |
| IGN                | 9/10            |
| Nintendo Power     | [ 7 ]           |

Pokémon Puzzle Challenge получила одобрительные отзывы критиков: у неё 90,20 % на сайте Game Rankings, 84 балла из ста на сайте MobyGames и 8,6 баллов из десяти на сайте GameStats. Журнал Nintendo Power дал игре идеальную оценку в 5 звёзд из пяти, и номинировал её на награду «лучшая игра-головоломка» и «лучшая игра по „Покемону“», но игра уступила место Pokémon Puzzle League в первой номинации и Pokémon Gold и Silver во второй. Кроме того, журнал поставил Pokémon Puzzle Challenge на 13-е место в списке лучших игр для Game Boy и Game Boy Color, отмечая, что в плане интересности игровой процесс уступает только «Тетрису», также, по мнению обозревателя, за счёт некоторых нововведений игра даже лучше, чем Tetris Attack. Electronic Gaming Monthly поставил Puzzle Challenge оценку в 9 баллов из десяти. В девятом номере Children’s software & new media revue игру советовали даже тем, кому «Покемон» совершенно неинтересен, поскольку, по мнению автора рецензии, привязка к серии очень мала, а сам игровой процесс весьма увлекательный. Крэйг Харрис, рецензент IGN, хорошо отозвался об игровом процессе, позаимствованном из Tetris Attack, и назвал игру «увлекательной и интересной, как и всегда», и, кроме того, IGN присудил игре награду «Выбор редакции». GamePro также присудил игре награду "Выбор редакции", и поставил игре высокую оценку в 4,5 звезды из пяти. Лукас М. Томас, писавший ретроспективу по серии Pokémon, отмечал, что игра не принесла ничего принципиально нового в механику Tetris Attack, а Фрэнк Прово, обозревавший игру на сайте GameSpot счёл, что все аспекты Puzzle Challenge выполнены на достойном уровне, и отметил, что именно такими играми серия игр может гордиться. Уильям Шиффман в газете «Ассошиэйтед-пресс» писал, что игра не является чем-то принципиально новым, и, хотя она хороша сама по себе, её принадлежность серии Pokémon — лишь предлог для высоких продаж.